# Paul Dooley
Paul Dooley, född 22 februari 1928 i Parkersburg, West Virginia, är en amerikansk skådespelare, manusförfattare och komiker. Han har skrivit manuset till filmen Hälsan framför allt (1980).

## Filmografi (urval)
- 1977 – Slagskott
- 1977 – Raggedy Ann & Andy: A Musical Adventure (röst)
- 1978 – Oh, vilket bröllop!
- 1979 – A Perfect Couple
- 1979 – Loppet är kört
- 1980 – Hälsan framför allt
- 1980 – Karl-Alfred
- 1981 – Pappa till varje pris
- 1982 – Endangered Species
- 1982 – Kiss Me Goodbye
- 1984 – Födelsedagen
- 1986 – Big Trouble
- 1988 – Vem mördade Mary Phagan? (TV-serie)
- 1988 – Lip Service (TV-film)
- 1990 – Flashback
- 1990 – Guess Who's Coming for Christmas? (TV-film)
- 1992 – Galen i dig (TV-serie) (avsnittet "Paul in the Family")
- 1993 – Mother of the Bride (TV-film)
- 1993 – Traveller's Rest (kortfilm)
- 1996 – Waiting for Guffman
- 1999 – Happy, Texas
- 1999 – Runaway Bride
- 2001–2002 – Once and Again (TV-serie)
- 2002 – Insomnia
- 2004 – Bad Things
- 2006 – Bilar (röst)
- 2007 – Hairspray
- 2008 – Grey's Anatomy (TV-serie) (avsnittet "Losing My Mind")
- 2011 – Private Practice (TV-serie) (avsnittet "Heaven Can Wait")
- 2011 – Bilar 2 (röst)
- 2013 – Turbo (röst)
- 2017 – Bilar 3 (röst)